# 1996-os magyar gyeplabdabajnokság
Az 1996-os magyar gyeplabdabajnokság a hatvanhatodik gyeplabdabajnokság volt. A bajnokságban hat csapat indult el, a csapatok három kört játszottak.

## Tabella
| #  | Csapat          | M  | Gy | D | V  | G+ | G- | P  |
| -- | --------------- | -- | -- | - | -- | -- | -- | -- |
| 1. | Rosco HC        | 15 | 14 | 1 | 0  | 73 | 2  | 29 |
| 2. | Építők HC       | 15 | 11 | 2 | 2  | 40 | 11 | 24 |
| 3. | Amatőr HC       | 15 | 8  | 1 | 6  | 37 | 27 | 17 |
| 4. | Budai Pedagógus | 15 | 3  | 2 | 10 | 13 | 47 | 8  |
| 5. | Tabán SE        | 15 | 3  | 0 | 12 | 19 | 59 | 6  |
| 6. | Építők HC II.   | 15 | 2  | 2 | 11 | 12 | 48 | 6  |

* M: Mérkőzés Gy: Győzelem D: Döntetlen V: Vereség G+: Ütött gól G-: Kapott gól P: Pont